# البهائية في الخيال
ظهرت البهائية والمواضيع المرتبطة بها في أشكال متعددة من الأعمال الخيالية. يمكن رؤية ذكر هذا الدين في أدب الخيال العلمي، والخيال، والقصص القصيرة، والروايات، والمسلسلات التلفزيونية. في عام 2005، قُدِّر وجود نحو 30 إشارة تتعلق بالدين البهائي في مختلف أشكال الخيال. يُقدّر أن ثلث هذه الإشارات لها علاقة كبيرة بالدين من حيث كون الدين البهائي يشكّل جانبًا محوريًا في القصة.
أول ظهور معروف ربما يكون في كتابات ماري فون نايماير، التي كتبت قصيدة مكرسة للطاهرة عنوانها "غرّة العين: صورة من بلاد فارس الحديثة" (بالألمانية: Gurret-úl-Eyn: Ein Bild aus Persiens Neuzeit) والتي نُشرت في عام 1874. بعد سلسلة من الأعمال التي تغطي أحداث فترة البابية، تحول التركيز في الغالب نحو ارتباطات تتعلق تحديدًا بالدين البهائي.
لاحقًا كتب جبران خليل جبران كتابين هما النبي ويسوع ابن الإنسان. هناك بعض الأدلة غير المباشرة على التأثير المستمر لعبد البهاء في هذه الأعمال.
في العصر الحديث، كان أول ظهور معروف في قصة قصيرة للكاتب غير البهائي توم ليغون بعنوان "الشيطان والفراغ الأسود العميق" (بالإنجليزية: The Devil and the Deep Black Void)، وقد كتب أيضًا جزءًا ثانيًا بعنوان "المٌزارع" (بالإنجليزية: The Gardener). النشر الخيالي التالي، في عام 1991، كان قصة قصيرة بعنوان "Home Is Where..." للكاتبة البهائية مايا كاثرين بونهوف،
في البداية وأحيانًا لاحقًا، تمت الإشارة إلى أحداث وشخصيات الديانة البابية. ومع انتقال التاريخ وتغطية هذه الأحداث في بلاد فارس إلى أوروبا، تحول التركيز إلى أحداث وشخصيات الدين البهائي.

## التركيز على البابية

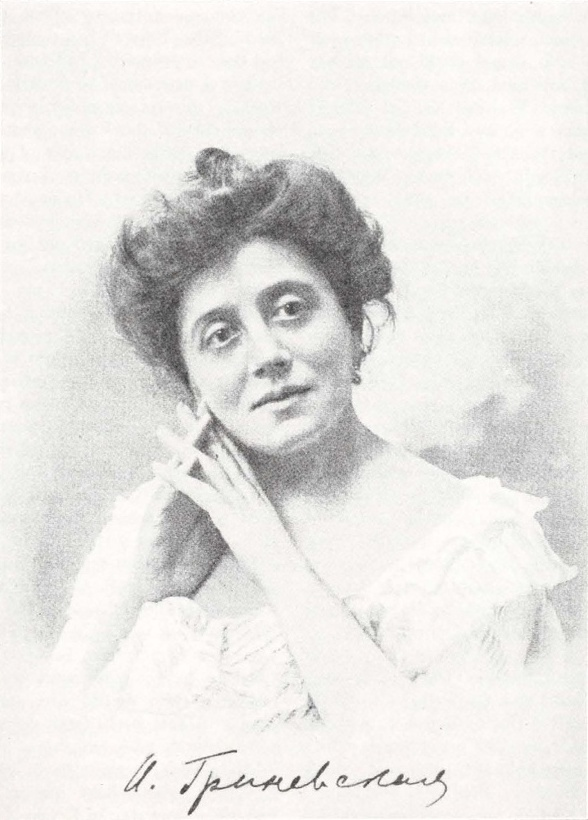
إيزابيلا غرينيفسكايا

### الكتاب الأوائل
- كتبت ماري فون نايماير، وهي كاتبة نمساوية، قصيدة مكرسة للشاعرة البابية البارزة قرة العين القزوينية أو "الطاهرة" في Gurret-úl-Eyn: Ein Bild aus Persiens Neuzeit التي نُشرت عام 1874.[2][7]
- جوزيه ماريا دي إيسا دي كيروش، روائي برتغالي معروف في القرن 19، كتب رواية "مراسلة فراديك مينديز" (بالفرنسية: Correspondência de Fradique Mendes) عام 1889، ويقضي عدة صفحات في مناقشة دين الباب وتأثيره.[2] يُعتقد أن كيروش التقى أتباع البهائية في مصر أواخر 1869 حتى يناير 1870. تدور أحداث القصة عام 1871.
- إشارة أكثر شمولاً لأحداث الديانة البابية جاءت من كاتب غير معروف هو A. de Saint-Quentin في كتاب Un Amour au Pays des Mages عام 1891 والذي يدور في خلفية أحداث بابية عديدة.[2]
- كتبت المسرحية إيزابيلا غرينيفسكايا من أصل بولندي/روسي مسرحية باب التي تناولت حياة وأحداث مؤسس البابية،[8] وقد عُرضت في سانت بطرسبرغ عام 1904 ومرة أخرى في 1916/1917،[9] وقد أشاد بها ليو تولستوي ونقاد آخرون آنذاك.[10]
- في عام 1904 نشرت إديث وارتون قصة قصيرة بعنوان "The Descent of Man" ذكرت فيها الديانة البابية.
- منذ عام 1908 على الأقل،[11] حاولت كونستانس فونت لوروي رنكي نشر رواية رومانسية عن الباب و"شاعرة فارس المشهورة زرين تاج"[12] أثناء إقامتها في ميزوري، الولايات المتحدة الأمريكية.
- صحيفة إنديانابوليس ستار (إنديانابوليس، إنديانا)، 28 سبتمبر 1913، نشرت قصة بعنوان "الرقم ثلاثة عشر بواسطة سيد الألغاز" على الصفحتين 64 و67 تتحدث عن مذكرة تشير إلى تورط امرأة بهائية في موقف ما.[13]

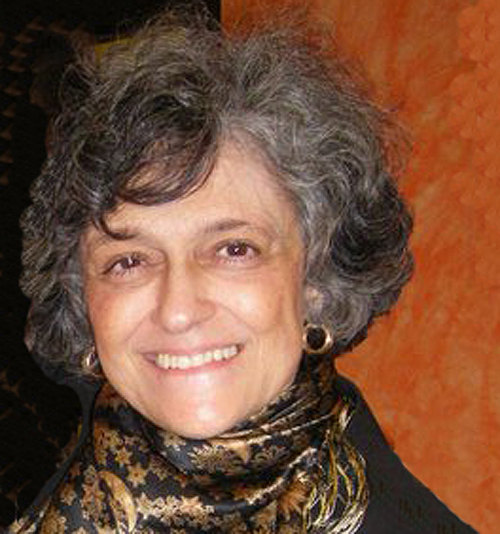
بهيه نجف آبادي

### كتب بهيَّه نخجواني
حقيبة السرج: حكاية للمشككين والباحثين (بالإنجليزية: The Saddlebag: A Fable for Doubters and Seekers)، وهي رواية نُشرت عام 2000، وجاء في مراجعة لها:
[يومٌ في حياة تسع شخصيات من القرن التاسع عشر يسافرون بين مكة والمدينة في هذه الرواية الأولى الجذابة. رغم اختلاف خلفياتهم الدينية والوطنية والاجتماعية، إلا أنهم يجدون أنفسهم في القافلة ذاتها حين تضربها عاصفة رملية ويتعرضون لهجوم من قطاع طرق. تسرد كل فصل من الرواية هذه الأحداث من وجهة نظر الشخصية التي تحمل عنوان الفصل، وهي تقنية استخدمتها نخجواني بمهارة؛ فليس فقط أنها تتجنب الملل الناتج عن إعادة السرد، بل تجعل أيضاً الشخصية الثانوية في قصة أحدهم بطلاً معقداً في قصة آخر... تُظهر نخجواني كيف يستخدم الله ميولهم الدينية المختلفة والأسرار المختبئة في كيس السرج ليكشف لكل منهم حقائق تغير حياتهم. تُقدم الرسالة البهائية للرواية بشكل جميل من خلال هذه الحكايات التي تظهر تعدد الطرق المؤدية إلى وجهة واحدة.]
نشرت بهيَّه نخجواني ستة كتب، بعضها أكاديمي واثنين منها على الأقل في مجال الأدب القصصي، بالإضافة إلى مقالات وشعر.
من بين مؤلفاتها أيضاً La femme qui lisait trop (بالعربية: المرأة التي تقرأ كثيراً) عام 2007. تروي الرواية قصة طاهرة. وتتبنى الكاتبة أسلوب السرد عبر وجهات نظر متعددة، من الأم، والأخت، والابنة، والزوجة على التوالي، لتتبع أثر أفعال هذه المرأة على معاصريها، وقراءة رؤاها النبوئية حول زمانها، وربما زماننا أيضاً.

### آخرون
كان من المقرر أن تؤدي نَزانين أفشين-جم دور طاهرة في فيلم من إنتاج جاك لينز بعنوان حلم مونا (بالإنجليزية: Mona's Dream)، يروي قصة حياة مونا محمود نژاد.
طلبت سارة برنار، أشهر ممثلة فرنسية في عصرها، من اثنين من الكتّاب المعاصرين لها، وهما كاتول مندس وهنري أنطوان جول بويس، أن يكتبا مسرحية عن طاهره والبابيين لتؤديها على المسرح.

## التركيز البهائي

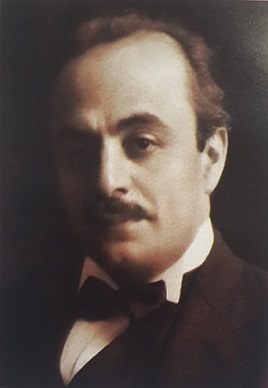
جبران خليل جبران

### كتب خليل جبران
ورد في أحد المصادر المنشورة عن جبران خليل جبران ما يلي:
في 6 أبريل 1943، في غرفة الاستوديو الخاصة بها، في الطابق العلوي من مقدمة المنزل، شاركت جولييت معي ومع عدد قليل من الضيوف هذه الذكريات عن جبران خليل جبران...

"كان يسكن في الجهة المقابلة من هنا"، قالت جولييت طومسون، "في 51 ويست 10. لم يكن فقيرًا ولا غنيًا – كان في الوسط. عمل

### ثلاثية توم ليغون
من بين العديد من أعمال توم ليغون القصيرة والمتوسطة (ومقال علمي حائز على جائزة نُشر حول تكنولوجيا الصواريخ الاندماجية ودعمه لتقنية الاندماج الكهروقصوري)، نُشر له عملان في عامي 1986 و1993، بعنوان الشيطان والفراغ الأسود العميق والبستاني في مجلة تناظري ‏ للخيال العلمي. تدور هذه القصص حول منظمة إرهابية إسلامية شيعية في حضارة فضائية يغلب عليها الطابع الإسلامي، حيث يُصوَّر البهائيون كمستعمرين فضائيين يقومون بعملية تterraforming على كوكب أطلقوا عليه اسم "مزرعة"، مع ذكر موجز لوجود محفل وطني روحي في الولايات المتحدة على كوكب الأرض.
الجزء التمهيدي من السلسلة بعنوان بسعر زهيد يدور حول منع إرهابيين من تحطيم مركبة فضائية على الأرض، وقد كُتب العمل منذ عام 1986 ولكن نُشر في مجموعة عام 2008، أي قبل هجمات 11 سبتمبر 2001 بسنوات.
في القصص التالية، يُدفع بعض الإرهابيين إلى عالم غريب يدور حول نجم نيوتروني، حيث يعيش البهائيون، ويتضح لاحقًا أن هناك حضارات وصلت إلى مستويات تقنية عالية ثم اختفت بشكل غامض. يُظَنّ في البداية أن هذه الحضارات أُبيدت بسبب تعقيم دوري للكوكب، لكن توجد أيضًا دلائل على أنها اختفت بسلام، ما يشير إلى أن الحضارات بعد بلوغها مرحلة استكشاف الفضاء العميق قد ترتقي إلى مستوى حضاري جديد لا يعتمد على الوجود المادي.
وتُستكشف الصراعات الأخلاقية المرتبطة بـالسلمية، وهي سمة مرتبطة بالبهائية، في مواجهة الإرهاب. إحدى الشخصيات تتخذ اسم أحد أتباع الديانة البابية الذي حاول اغتيال شاه إيران، ويختار طريق العنف دفاعًا عن السكان، عبر استغلال ما يُصوَّر كقوة البهائية في تقبلها للعلم مقارنةً بما يُعتبر ضعفًا في الإسلام الشيعي من ناحية الخرافات.

علق المؤلف:
كان لـ"الشيطان والفراغ الأسود العميق" أصل مثير للاهتمام. كنت مستاءً من تقارير عن قراصنة يهاجمون لاجئين من فيتنام في البحر. فأنشأت موقفًا مشابهًا حيث يتعرض لاجئو مستعمرة فضائية للقرصنة. لكن سرعان ما تغيرت بوصلة القصة لتوضح أن الخطر الحقيقي ليس القراصنة بل اتساع الفضاء ذاته. الهروب يعني الموت المؤكد، والنجاة تكمن في مواجهة المشكلة الأصلية.
كنت أحتاج إلى "ضحايا" مقنعين، وقد قدمت الأخبار حينها مجموعة ممتازة: البهائيين، الذين تعرضوا للاضطهاد في إيران. كلما بحثت عنهم أكثر، زاد اقتناعي بأنهم سيكونون مستعمرين فضائيين ممتازين. مصدري الأساسي كان كتابًا قديمًا لجون إيسلمونت عن البهائية. بعض البهائيين انتقدوا تصويري لهم بأنهم مسالمون أكثر من اللازم، لكنني متمسك بموقفي. شخصياتي تؤمن بالدفاع العام، حتى بالجيش، من أجل حفظ السلام، لكنها ملتزمة بفقرة في كتاب إيسلمونت حيث ينهى بهاء الله البهائيين عن حمل السلاح للدفاع عن الدين. وقد صممت القصة لتجبرهم على هذا الموقف. البطل يمر بأزمة إيمانية تسمح له بالتحرك لإنقاذ قومه، لكنه يُترك في أزمة روحية.

تركت الشخصية في هذا الموقف لسبع سنوات، حتى جاءتني فكرة الجزء التالي "البستاني". كنت آمل أن أمنح "هاب"، بطل القصة، بصيصًا من الإيمان مجددًا، وربما بعض الرفقة النسائية أيضًا، فكتبت قصة عن سنواته في عزلة ذاتية في قارة نائية على كوكب يحتاج لمن يزرعه بالحياة.
من المميزات الخاصة بمساهمة ليغون في تقديم الدين البهائي في الأدب الخيالي، أنه ليس بهائيًا، وأن القصص تُشير بشكل صريح إلى الدين، بل وتشكل البهائية سياقًا محوريًا في الحبكة. وربما تكون هذه أول منشورات أدبية تتناول الدين البهائي بجدية في سياق الأدب الخيالي. انظر أيضًا اضطهاد البهائيين، البهائية في تركمانستان والبهائية في أذربيجان لأمثلة من ردود فعل البهائيين على العنف.
القصة الأخيرة "بسعر زهيد" ضمن مختارات مسجد بين النجوم، وهي متاحة للتحميل مجانًا.

### أعمال مايا كاثرين بونهوف
بونهوف فازت بعدة جوائز عن أعمالها في مجال الأدب والموسيقى (وخاصة موسيقى الفِلك، وهي موسيقى مرتبطة بالخيال العلمي أو الأساليب أو القضايا ذات الصلة).
قد يكون أول عمل لبونهوف استخدمت فيه الديانة البهائية كعنصر محوري في القصة هو رواية قصيرة نُشرت عام 1991 بعنوان "الوطن هو حيث..."، خُصصت قصتها حول "عائلة بهائية من عام 2112 تقوم بمهمة بحثية للسفر عبر الزمن في وسط الولايات المتحدة في خمسينيات القرن الماضي." ولم تُنشر مراجعة لأعمالها تشير إلى وجود الديانة البهائية فيها بشكل عام. نُشرت أول أعمالها عام 1989، واستمرت منشوراتها حتى عام 2006. بونهوف، أم لطفلين ومتزوجة منذ عام 1981 (وذلك صحيح على الأقل حتى عام 2001)، كتبت العديد من القصص القصيرة والروايات القصيرة، وبعضها يحتوي على أساس ملحوظ يرتبط بالديانة البهائية، وقد نُشرت في العديد من المجلات المعروفة مثل:مجلة أنالوج، وإنترزون، وقصص مذهلة، وعوالم الخيال وغيرها. ومن الأمثلة الأخرى قصة "الكلب الأبيض" التي تدور حول سيدة ذات مظهر ألبينو صادم يُحتفى بها في نهاية المطاف من خلال العلاقة الخاصة التي أشار إليها عبد البهاء بشأن كلب أبيض صغير.
أطول أعمالها التي تتضمن حضورًا قويًا للديانة البهائية هي سلسلة الفانتازيا The Meri، وهي ثلاثية تتكون من: The Meri نُشرت عام 1992، وTaminy عام 1993، وThe Crystal Rose عام 1995. تدور السلسلة حول فترة انتقالية بين شعب يعيش على شبه جزيرة. وتبدأ فصول الروايات باقتباسات من النصوص المقدسة تُقدَّم على أنها من ديانة الشعب، لكن الكثير منها مقتبس من الكتابات البهائية، فيما القليل منها من الكتاب المقدس. كما تتضمن الروايتان الأولى والثانية إقرارًا بفضل بهاء الله، ومحفل روحاني محلي، ومجتمع بهائي. وتدور الحبكة حول تطور فهم شخصية لدور ومكانة المرأة. ومن غير علم شعب القصة، كانت النساء دائمًا عنصرًا محوريًا في دينهم بوصفهن رسائل الله، وكانت قلة مختارة دائمًا تمثل "ميري" أي تجسيد روح الله. تركز الرواية الأولى على فتاة صغيرة مُقدَّر لها أن تؤدي هذا الدور. وبينما تتشابه القصة مع قصص انتصار النساء، فإنها تتميز بعدة خصائص فريدة، أبرزها وجود شخصية ذكورية محورية تكون بمثابة معلمها وداعمها وليس عقبة تتغلب عليها. وتتناول الرواية الثانية عودة "الميري" السابقة التي تتخذ من مهمتها نشر النموذج الجديد كرئيسة للدين. أما الرواية الثالثة فتتناول انتقالها إلى دور رئيسة الدولة وصراعها مع عدة قضايا من داخل شعبها وخارجه.
رواية أخرى من تأليفها بعنوان "بوابة الروح" (بالإنجليزية: The Spirit Gate) تحتوي على العديد من العناصر المماثلة، لكنها تدور في سياق مختلف - عمل فانتازي يدور في حقبة تاريخية تقارب عام 1000م في المنطقة التي تُعرف اليوم ببولندا وأوكرانيا، حيث التقت شكلان من المسيحية والإسلام بالدين الوثني الأقدم. وتُجسَّد القيم البهائية، خاصةً احترام الديانات الأخرى، في الدين الأقدم، غير أن أسماء بعض الشخصيات المحورية في الدين تظهر في نهاية الرواية دون إشارة قوية إلى مكانتها الروحية (مثل أسماء سفير وخليفة، وليس رموز دينية بحتة).
ومن بين المساهمات الفريدة لبونهوف في تقديم الديانة البهائية من خلال الأدب أنها بهائية لها أكثر من ثلاثين عملاً منشورًا في العديد من دور النشر الكبرى وبعض الصغرى، كما كتبت ما لا يقل عن ست روايات طويلة، أربع منها تتضمن إشارات قوية للديانة البهائية، بينما تُذكر الديانة بشكل أقل في الروايات الأخرى. وبالمجمل، يمكن القول إنها قدّمت مواضيع الديانة البهائية بشكل مباشر أو غير مباشر إلى أوسع جمهور في مجال الأدب. وقد نُشر أنطولوجيا للعديد من قصصها بعنوان "لقد أحببت خلقك" (بالإنجليزية: I Loved Thy Creation)، وهو متاح للتحميل مجانًا.

### رواية جزيرة تحمل الاسم نفسه لجوزيف شيبرد
يستخدم البهائي جوزيف شيبرد خبراته الواسعة في العيش في العديد من البلدان ومعرفته المهنية كعالم أنثروبولوجيا وآثار لكتابة قصة شاملة عن مغامرات واكتشافات قادة روحيين مرتبطين بجزيرة قبالة سواحل إفريقيا. وتتمحور الفترات الأساسية في الرواية حول جيلين من الباحثين: عالم آثار وابنته الأنثروبولوجية، حيث يزور كل منهما الجزيرة الإفريقية ذاتها ويخرج باكتشافات مختلفة تمامًا، وتنتقل القصة بين أربع فترات زمنية: الماضي السحيق للبشرية، الماضي القريب، المستقبل القريب، والمستقبل البعيد.
نُشرت الرواية عام 1997، ويبدو أن فترتي الماضي القريب والمستقبل القريب قد أعيد ضبطهما زمنياً لتقتربا من الحاضر، مثل سبعينيات القرن العشرين للأولى وأوائل الألفية الثانية للثانية. تتناول الرواية مواضيع متعددة بتفصيل دقيق، مثل الجوانب العملية لصناعة الفؤوس الحجرية، والتنقيبات الأثرية في دول العالم الثالث الاستبدادية، والقيم الروحية المعبر عنها بين الشعوب الأصلية، وحياة الأفراد المتأثرة بتجارب صوفية ومحيطهم الاجتماعي، وغير ذلك. وعلى الرغم من أنها تُصنف ضمن نوع الخيال العلمي لتناولها فترات مستقبلية، إلا أنها، كغيرها من الأعمال المذكورة في هذا السياق، تركّز على القضايا الداخلية والاكتشافات الروحية أكثر من العناصر السحرية أو التكنولوجية.
يفضل شيبرد وصف روايته بأنها "خيال اجتماعي" بدلًا من وصفها كرواية "خيال علمي". ويُشار إلى الدين البهائي أو مبادئه بشكل غير مباشر حتى أواخر القسم الثاني (الماضي القريب) عندما يذكر طبيب إيراني الدين البهائي وأسباب اختياره للعيش في مكان بعيد عن وطنه، وموقع مبادئ الدين في ظل التحديات والاحتياجات الدولية. يُبدي أحد الشخصيات الرئيسية اهتمامًا بالدين ثم يعتنقه لاحقًا، ولكن لا توجد إشارات واضحة إلى موقع الدين في المستقبل أو كيفية تشكّل الثقافة العالمية المستقبلية، باستثناء إشارات عابرة إلى "عملية مزدوجة" اندمجت لاحقًا، دون ذكر صريح لدور الدين البهائي في ذلك.
ومع ذلك، فإن بداية كل قسم من الرواية تتضمن تاريخًا باستخدام تقويم يطابق تقويم البهائي بدقة، مثل كون عام 2007 ميلادي يوافق سنة 163 بحسب التقويم البهائي. لا يتضح هذا إلا عند مقارنة النظامين، وبعد ذكر الدين صراحة. وفي نهاية القصة، يُذكر البيت البهائي العالمي على أنه يتكون من 19 عضوًا، وتُذكر مدينة "هايفاأكا" كحاضرة كبيرة، ولكن دون تقديم الدين كعنصر مركزي أو مهيمن على القصة، بل كعنصر صريح في بعض المواضع وكخلفية لبعض التفاصيل يمكن تمييزها ولكن دون تسمية مباشرة.
وقد نشر شيبرد حوالي عشرة أعمال قبل عام 2000 (وفقد 15 عملاً غير منشور في حريق منزلي عام 2002) تتراوح بين منشورات علمية وأعمال ذات طابع بهائي، سواء كانت تعريفًا رسميًا أو أدبًا للأطفال أو شعرًا أو تحليلًا خياليًا/تأمليًا للتغيرات البشرية على مدار قرون نتيجة الاستجابة لدين من خارج العالم الغربي، وتحديدًا من جزيرة إفريقية.

### ريكس موندي لأرفيد نيلسون
ريكس موندي هي سلسلة قصص مصورة أمريكية من إصدار دارك هورس كومكس وكتبها البهائي أرفيد نيلسون. نُشرت السلسلة لأول مرة عام 2002 واستمرت حتى عام 2008.
تدور أحداث السلسلة حول البحث عن الكأس المقدسة، وتُروى كقصة غموض وتحقيق في جريمة قتل. وتقع أحداثها في عام 1933 ضمن تاريخ بديل لأوروبا، حيث السحر موجود فعليًا، والإقطاعية لا تزال قائمة، والإصلاح البروتستانتي تم سحقه من قبل الكنيسة الكاثوليكية الرومانية التي لا تزال تملك نفوذًا سياسيًا واسعًا. وتُنسج هذه العناصر ضمن قصة توصف بأنها "... تأمل في النبوءات المتعلقة بقدوم العصر البهائي".
يقارن نيلسون إحدى الشخصيات المحورية في السلسلة، جينيفيف، بدور الدين البهائي في محاولته تحقيق وحدة العالم. ومع ذلك، لا تُستخدم القصة كوسيلة للتبشير بالدين.

### العصر الذهبي: ليأتِ ملكوتك لتِ. كيه. راليا
الملخص الرسمي للرواية: "بعد مقتل أحد أصدقائه في العراق، يصلي جيفري ووترز طالبًا العون لفهم مقصد الله من البشرية. فإذا به يُنقل إلى المستقبل ليشهد ما يمكن أن يكون عليه العالم عندما تتحقق نبوءات النبي إشعياء وتعم السلام الأرض، وتتحقق عبارة: 'ليأتِ ملكوتك، لتكن مشيئتك كما في السماء كذلك على الأرض'. يشرح له سكان الكوكب الذي يزوره أن ملكوت الله سيتحقق على الأرض مهما كان الثمن، حتى وإن تطلّب الأمر كارثة عظيمة."
تشير المؤلفة البهائية إلى أن هذا الكتاب هو تصورها الشخصي لما قد يبدو عليه المستقبل استنادًا إلى فرضية تحقق نبوءات الكتاب المقدس، مع تفاصيل مستمدة من المصادر البهائية. ويتضمن الكتاب اقتباسات وتلخيصات من الكتابات البهائية، إلى جانب مواقف شخصيات مختلفة تسترشد بهذه المرجعيات، وقد حاز الكتاب على موافقة "لجنة مراجعة المواد الخاصة".
يُشار مباشرة إلى الدين البهائي باعتباره واحدًا من عدة أديان مذكورة في المقدمة (التي توضح أيضًا أن الرواية تُعد الجزء الأول من ثلاثية). أما داخليًا، فقد يكون أقوى مرجع بهائي هو اسم كتاب ديانة المستقبل في الرواية - "قادس" - والذي يشبه إلى حد بعيد "الأقدس"، وهو الكتاب القانوني المركزي في الدين البهائي. ومع ذلك، قد يكون اسم "قادس" أيضًا إشارة إلى معانٍ أخرى أقل وضوحًا (مثل "قداسة الله"، أو نمط من أنماط الصلاة الإسلامية على سبيل المثال).
تتميز أجواء القصة بأنها قريبة من أعمال مادلين لانغل، مثل رواية تجعد في الزمن، حيث تتناول مواضيع كبرى من خلال كائنات روحية وإنجازات معنوية، وليس عبر تقنيات متقدمة.
نشرت راليا أيضًا قصصًا للأطفال، ومسرحيتين غنائيتين كاملتين، وعمودًا أسبوعيًا في صحيفة محلية في مينيسوتا لمدة عامين تقريبًا، إلى جانب رواية موجهة للفئة العمرية 9–15 عامًا تتضمن بدورها إشارات بارزة إلى الدين البهائي.
الملخص الرسمي لرواية "فِعل المستحيل" (بالإنجليزية: Doing the Impossible) يذكر: "ثلاث فتيات يبلغن من العمر خمسة عشر عامًا يبدأن عامهن الثاني في المدرسة الثانوية. والتحدي 'المستحيل' الذي يسعين لتحقيقه هو العيش وفق معايير الله في المجتمع المعاصر. تحصل ميغان على دور البطولة في المسرحية المدرسية، لكن شخصيتها امرأة 'متسيبة'. وشريكها في التمثيل مهتم أكثر بالمتعة من الملاءمة... أما آشلي، فلديها صعوبات في التعلم وتشعر بأنها غبية وغير جذابة. وبريتني ذكية جدًا لكنها تعاني من زيادة الوزن. تتعامل مع صورتها الذاتية وكذلك مكانة المرأة الذكية في المجتمع دون أن تُعتبر عدوانية. ويضيف المدرسة البهائية صباح الأحد منظورًا مختلفًا من خلال تفاعل الطالبات الأخريات."
وتكمن مساهمة راليا الفريدة في الأدب البهائي في أن أعمالها تركز على التحديات الأخلاقية في المجتمعات الغربية المعاصرة، وتقدم رؤى روحية ونموًا يعكسان فهمًا لتعاليم الدين البهائي في مواجهة هذه القضايا. فمن ناحية، تصوّر المدينة الفاضلة الممكنة التحقيق (وإن لم تكن مثالية تمامًا) مع تفاصيل تستند إلى مقترحات واردة في الكتابات البهائية. ومن أبرز تحليلاتها ما يتعلق بالإخلاص الزوجي مقابل القانون الإلهي الرافض للزنا، مقابل الحب والصداقة العميقين بين رجل وامرأة غير متزوجين. وتشمل الموضوعات الأخرى الحاجة الأخلاقية والعملية للحرب، والاقتصاد المستدام عندما تكون الأمهات والأطفال في صلب الاهتمام المجتمعي، ومواقف وحدة البشرية مقابل العنصرية، وأهمية الفنون، وغير ذلك. ومن ناحية أخرى، تناولت العديد من القضايا ذاتها من خلال عدسة الحياة اليومية لفتيات في سن المراهقة في المدرسة الثانوية.

### سلسلة مغامرو الاتحاد الكرواتي لكارين آن ويب
في أواخر عام 2006، أصدرت دراجون موون برس، وهي دار نشر كندية صغيرة متخصصة في أدب الخيال العلمي والفنتازيا، رواية كأس الحياة للكاتبة كارين آن ويب. ورغم أن الرواية كُتبت بأسلوب مغامرة فنتازية، إلا أنها تتضمن العديد من المواضيع المستوحاة من الكتابات البهائية، بما في ذلك اقتباسات من تقاليد دينية متعددة. وتصور الرواية مجتمعًا فنتازيًا قائمًا على تصور بهاء الله لمجتمع المستقبل المتحقق بالكامل.
من الأفكار المركزية في الحبكة (رغم أنها تُذكر دون شرح صريح في الكتاب الأول) فكرة "مدرسة الوحدة السامية"، وفكرة أن فئة خاصة من الكائنات تُرسل من وقت لآخر إلى الخليقة لمساعدة الحضارة على التقدم. وترتبط هذه الفكرة بمفهوم "الملك العائد"، من خلال إدخال مهمة البحث التي تشكل المحور الرئيسي للسلسلة: وهي البحث عن "إلياندر"، أمير كاروتي اختفى منذ زمن طويل بفعل سحر نُقل به إلى مكان خارج الزمان والمكان المعتادين.
في الكتاب الثاني، نسيج السحر، الذي صدر عام 2010 عن نفس الدار، يتصدر موضوع "الملك العائد" الأحداث، عندما يكشف أحد الشخصيات القادمة من عالم خارج اتحاد كاروتيا (النظام الذي يُفترض أن عودة إلياندر ستنقذه) عن اعتقاده بأنه يعيش في زمن الموعود في عالمه الخاص؛ وتصبح رحلته للعثور على هذا الموعود موضوعًا محوريًا في السلسلة، وتُشكّل نقطة التحول في أحداث الجزء الثاني.
أما الكتاب الثالث مصباح الحقيقة، فكان من المقرر صدوره في أوائل عام 2011. وقد تعاقدت دراجون موون على نشر السلسلة بأكملها، والتي تُعد أطول عمل أدبي تتبناه الدار حتى ذلك الحين، وتأمل في إصدار باقي الأجزاء بوتيرة كتاب كل ستة أشهر تقريبًا، وكان من المتوقع إصدار كتاب إلياندر أواخر عام 2013.
تشمل الأجزاء المتبقية من السلسلة وعوالمها الخاصة:
- حياة الحداد – تدور أحداثه في اليونان القديمة؛
- مياه الطوفان والخلاص – تدور في قارة مو Mu الأسطورية قبيل غرقها؛
- كنز موبيوس – في عالم من إسقاطات تخاطر إسقاطي قوي (ويتميز هذا العالم بمبانٍ من جانب واحد فقط!)؛
- السكان في الأعماق المظلمة – في الأعماق المظلمة، موطن سلالة الأزهر المرعبة؛
- الملك الذي سيكون – وتدور أحداثه بين طائرات سجن خصم المهمة، وإلياندر، وكذلك في منزل على كوكب كارلوس.

### كتب جاكي مهرابي
ألّفت جاكي مهرابي عددًا من كتب القصص الخيالية للأطفال واليافعين، وغالبًا ما تدور حول حياة أطفال بهائيين خياليين، وتحمل كل قصة رسالة أخلاقية ضمن حبكتها. وقد حصلت على "جائزة جو فوستر لخدمة التعليم" لعام 2011 تقديرًا لمساهمتها ككاتبة.

### مسرحيات مارك بيري
ألّف مارك بيري، الأستاذ بجامعة كارولاينا الشمالية في تشابل هيل، ثلاث مسرحيات تدور حول تاريخ الديانة البهائية وتعاليمها: على السطح مع بيل سيرز، وهي سيرة شبه ذاتية لـبيل سيرز، ورباط من ذهب التي تتناول قصة زواج زوجين إيراني–أمريكيين، وفستان جديد لمونا (المعدّة من النسخة الأصلية فستان لمونا، والتي كانت ضمن المتأهلات النهائيات لجوائز "مثلث المسرح" لعام 2003 لأفضل سيناريو أصلي. وقد جُمعت هذه المسرحيات الثلاث في كتاب بعنوان العاشق عند الجدار: ثلاث مسرحيات حول موضوعات بهائية.

## كتب أخرى

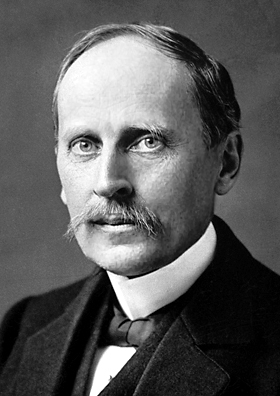
رومان رولان

- تدور رواية الكاتبة البريطانية إي. إس. دراور لعام 1911 بعنوان جبل الله حول حياة البهائيين في منطقة حيفا–عكا، وتُعد مجموعة من الشخصيات المستوحاة من الواقع تُبرز تأثير ʻعبد البهاء في المجتمع.[56][57]
- في رواية الكاتبة الأمريكية جيرترود أذرتون لعام 1912 بعنوان جوليا فرانس وعصرها، تذهب شخصية تُدعى جوليا إلى عكا لمقابلة ʻعبد البهاء، وتعود إلى إنجلترا وتقنع صديقتها بكتابة كتاب عن البهائيين.[56][58]
- تتضمن قصة من كتاب الكاتب الكندي الساخر ستيفن باتلر ليكوك لعام 1914 مغامرات أركادية مع الأثرياء الكسالى بعنوان "جمعية ياهي-باهي الشرقية للسيدة راسيلير-براون"، شخصية تُجسد بشكل ساخر ʻعبد البهاء.[59][60]
- في روايته لعام 1920 كليرامبو: قصة روح مستقلة خلال الحرب، تضمّن الروائي والكاتب المسرحي الفرنسي رومان رولان، الحائز على جائزة نوبل في الأدب عام 1915، اقتباسًا من كتاب بعض الأسئلة المجاب عنها لـ ʻعبد البهاء في الصفحات الأخيرة من الرواية.[61][62]
- رواية الخيال العلمي لعام 1957 للكاتب فيليب ك. ديك بعنوان عين في السماء تتضمن عالمًا موازٍ ذا طابع ثيوقراطي تهيمن عليه كنيسة "الباب الثاني". ومع ذلك، لا يتم التطرق للديانة البهائية فعليًا؛ وتبدو القصة أقرب إلى سخرية من الأصولية المسيحية.[63]
- تشير رواية جيمس أيه. ميشنر لعام 1965 المنبع إلى القبة الذهبية لـ مقام الباب بوصفها: "...القبة الذهبية لمعبد البهائيين...".[64]
- بطل رواية الخيال العلمي لعام 1965 تبادل العقول للكاتب روبرت شيكلي، "مثل الجميع، ...قد عبد في معبد البهائيين في حيفا."[65]
- في رواية الكاتبة التشيلية إيزابيل ألليندي لعام 1991 الخطة اللانهائية, يخوض البطل، غريغ ريفز، رحلة للبحث عن المعنى والهوية. والدته بهائية وتُصوّر بصورة سلبية إلى حد ما.
- تتضمن رواية الخيال العلمي لعام 2007 آلة الزمن العرضية للكاتب جو هالدمان إشارة إلى "البهائيين في كل مكان..." في غرب الولايات المتحدة بعد ألفي عام من الآن.[66]
- تُدرج رواية زندگي (2010) للكاتب غريغ إيغان عدة مجموعات مسجونة في سجن إيفين في إيران، بما في ذلك البهائيين: "هنا ينتهي المطاف بالبهائيين، بجريمتهم في الإيمان بنبي واحد أكثر من اللازم،...".[67]
- تتضمن رواية باسم الله، الرحمن، الرحيم (2014) للكاتب تيم باريس شخصية بهائية تشارك في حركة مقاومة سلمية ضد الحكومة الإيرانية.[68]
- في رواية نقطة التحول (2015) للكاتب ديفيد بوير، يتم إنقاذ ثلاثة بهائيين هاربين من إيران وهم على حطام سفينة في بحر العرب من قبل سفينة تابعة للبحرية الأمريكية.[69]
- رواية المحقق الاستشاري (2018) للكاتب آلان مانيفولد هي رواية غموض بوليسية من بطولة محقق بهائي يُدعى مهدي مونتغومري. تتضمن الرواية إشارات متعددة إلى أنشطة بهائية مثل احتفال اليوم التاسع عشر واجتماعات المحفل الروحاني المحلي، بالإضافة إلى حبكة فرعية تتعلق بالبحث عن مركز بهائي جديد في ضاحية خيالية تُدعى باين بلاف قرب شيكاغو.[70]

## وسائل إعلامية شائعة أخرى
في عام 1959، أُشير إلى الديانة البهائية في فيلم تعالِ مجددًا، يا أفريقيا، وهو فيلم عن نظام الفصل العنصري، وذلك ضمن مناقشة الأسس الفلسفية لكيفية استجابة الأفارقة لتحديات الفصل العنصري. وتبدأ الإشارة إلى الدين بعد مرور ساعة و10 دقائق تقريبًا على بداية الفيلم، عقب أداء ميريام ماكيبا. ولا يُعرف ما إذا كانت هذه الإشارة جزءًا من النص الأصلي أو ارتجالية، أو ما إذا كانت من اختيار المخرج ليونيل روغوسين (الذي ربما تعرّف على الدين في إسرائيل أو الولايات المتحدة) أو من اختيار المشاركين الأفارقة بسبب اطلاعهم على الديانة في البلاد.
وبالإضافة إلى الإشارات المباشرة في بعض الأعمال، فقد ذُكرت الديانة البهائية وتعاليمها أيضًا في صناعة التلفزيون والسينما. فعلى سبيل المثال، تم الإشارة إلى البهائيين مرتين في مسلسل الرسوم المتحركة عائلة سمبسون – مرة عندما كانت ليزا سمبسون تفكر في اعتناق ديانة ما في حلقة "هي قليلة الإيمان ‏"، حيث تظهر لافتة كتب عليها "Bed, Bath and Baháʼí" (لكنها في النهاية تعتنق البوذية). والمرة الثانية كانت عندما كان بارت سمبسون يلعب لعبة فيديو مسيحية تُدعى "Bible Blaster"، حيث يظهر على الشاشة في منزل نيد فلاندرز شخص "بهائي لطيف" في حلقة "وحيدًا مرة أخرى، ناتورا-ديديلي".
أما فيلم ذا ماتريكس فقد استخدم مصطلحات متوازية مع مصطلحات الديانة البهائية، ولكن لا يوجد دليل قوي على أن صانعي الفيلم تأثروا بالدين تحديدًا (ويرجّح أن يكون التأثير من البوذية والمسيحية الغنوصية). ومع ذلك، فقد استخدم أحد نقّاد الأفلام الديانة البهائية كنقطة انطلاق في مراجعته للفيلم.
كان هناك أيضًا مسلسل درامي طبي أسترالي يُدعى الدفاع الطبي لأستراليا بدأ عرضه في 23 يوليو 2002، وظهرت فيه شخصية بهائية تُدعى ليلى يونغ، أدّتها الممثلة غير البهائية بترا يارد.
وتضم لعبة تقمّص الأدوار ترينيتي من إنتاج وايت وولف جيم ستوديو فصيلاً يُدعى "المدرسة بين الكواكب للبحث والتقدم"، حيث يتمتع العديد من أعضائه بقوى نفسية مثل الاستبصار، وكان زعيمهم والعديد من أتباعه من معتنقي الديانة البهائية. أما لعبة الفيديو الثانية والتي ترتكز على التكنولوجيا الحاسوبية، فهي تُدعى الوديان السبعة مقتبسة من كتاب الوديان السبعة وتستخدمه صراحةً كمصدر لإلهام مغامراتها.
في حلقة 14 أبريل 2012 من برنامج رفيق المنزل البراري، وتحديدًا في فقرة أخبار من ليك ووبغون، تروي الشخصية باستور ليز قصة تعرضها للإيقاف من قِبل شرطي مرور نشأ في عائلة لوثرية ولكنه تزوج من بهائية تُدعى ساشا واعتنق الدين البهائي. تقع هذه الفقرة بين الدقائق 101:25 و104:55.
في عام 2015، اقتبس شخصية الرقيب بيتر نيدرماير في مسلسل باك ستورم أقوالاً دينية، منها اقتباس من بهاء الله في الحلقة الأولى في الدقيقة 17:22 تقريبًا.:17:22–17:32
أما فيلم البارود والذنب الذي صدر عام 2018، فقد عرض عائلة ريفية لم تُذكر ديانتهم صراحة، لكنهم رددوا دعاءً بهائيًا على مائدة الطعام. كما ظهر البطل الرئيسي وهو يرتدي قلادة على شكل نجمة ذات تسع رؤوس، وهي رمز معروف للدين البهائي.

## قراءات إضافية
للبحث والمراجعة، قد يهتم القارئ ببعض الأمثلة البارزة من الدراسات والمواد المتعلقة بحضور الديانة البهائية في الأدب الخيالي:
1. "البهائيون في أدب الخيال العلمي والفانتازيا"، من موقع Adherents.com:

"تُعد هذه القائمة البيبليوغرافية المشروحة، وهي جزء فرعي من قاعدة بيانات الدين في الأدب التابعة لـ Adherents.com، مصدرًا للبحث الأدبي. وتُدرج روايات أو قصص قصيرة في أدب الخيال العلمي/الفانتازيا تحتوي على إشارات إلى البهائيين، سواء كانت سائدة أو موجهة نحو البهائيين. وهي ليست قائمة شاملة بالضرورة، ولكن تم مراجعة جميع الروايات الفائزة بجوائز هوغو ونيبيولا، بالإضافة إلى العديد من الأعمال الكبرى الأخرى."
1. مكتبة البهائيين على الإنترنت - قسم الأدب القصصي، من bahai-library.com.

"نرحب بالمشاركات ومقتطفات الكتب. يُفضل الأدب القصصي ذو النطاق الأكبر و/أو الأهمية التاريخية، إلا أن الأعمال الجديدة من تأليف كتّاب بهائيين يمكن عرضها أيضًا هنا."
1. "البهائيون وأدب الخيال العلمي" بقلم لافـي تيدهار، تحليل نُشر في المجلة البريطانية على الإنترنت I R O S F، المجلد الأول، العدد الأول (يناير 2004).[87] مع الإشارة إلى أن ستيفن كولينز كتب ردًا في قسم النقاش.[88] وقد نشر السيد تيدهار عملًا قصصيًا قصيرًا يصور "تاريخًا بديلاً" لتأثير محتمل للدين البهائي.[89]

1. الكاتبة البهائية مايا كاثرن بونهوف لها حضور مستمر في عدد من المواقع الإلكترونية، أبرزها www.mysticfig.com وموقع www.authorsden.com حيث تساهم بانتظام. وتقول عن نفسها إنها "مدمنة على الكلمات بلا أمل. أصاب بالارتجاف إذا مر وقت طويل دون أن أضعها على الورق."[90] وتضيف: "حاولت عائلتي وأصدقائي أن يشفوني من هذا الإدمان، لكن دون جدوى. لقد نشرت العديد من قصص الخيال العلمي..."[91]

1. يحتوي مقال "أقرباء أصلان"[92] على مجموعة متنوعة من الإشارات لأدب الفانتازيا والخيال العلمي بين الأديان.

1. يشير جيمس أ. هيريك إلى الديانة البهائية في مراجعته حول العلم والخيال العلمي والدين.[93] ويتضمن ذلك إشارة إلى ورقة بحثية بعنوان الحياة الذكية في الكون واللاهوت الفضائي في المسيحية والكتابات البهائية من تأليف دوان تروكسل، 1996. وقد تلقى عمل هيريك مراجعة نقدية من قبل غابرييل ماكي ضمن إطار نقد أوسع.[94]

## دراسة إضافية
- Collins، William P. (1990). Bibliography of English-language Works on the Bábí and Baháʼí Faiths. Oxford, UK: George Ronald. ISBN:978-0-85398-315-6.

## وصلات خارجية
- The Mountain of God، بواسطة إ. س. ستيفنز (1911) (مقتطفات)
- تم نشر أول فصلين من The Chalice of Life على الإنترنت.
- Tom Ligon's Science Fiction And Fact
- SIGMA member profile of Tom Ligon